# Amparo Sancho Vicente
Amparo Sancho Vicente (València, 29 de maig de 1973) és una política valenciana, diputada a les Corts Valencianes en la V i VI legislatures.

## Biografia
Llicenciada en Dret per la Universitat de València i en anglès per l'Escola Oficial d'Idiomes, també és màster en gestió i direcció de recursos humans (2002). El 1991 ingressà a Nuevas Generaciones i posteriorment fou secretària d'educació i formació del PP valencià.
Fou elegida diputada a les eleccions a les Corts Valencianes de 1999 i 2003. De 1999 a 2003 fou presidenta de la Comissió Permanent no legislativa de Seguretat Nuclear i de 2003 a 2007 de la Comissió d'Indústria, Comerç i Turisme.
A les eleccions municipals espanyoles de 2007 ou escollida regidora de l'Ajuntament de Bonrepòs i Mirambell i en 2011 fou nomenada delegada d'Educació de la Generalitat Valenciana. En 2014 tornaria a les Corts Valencianes en substitució de Rafael Blasco Castany, qui havia renunciat a l'escó en ser condemnat pel Cas Cooperació. No fou escollida per la següent legislatura.